# Reli Dakar
Reli Dakar je reli utrka koja se tradicionalno vozi od nekog europskog grada (dugi niz godina bio je to Pariz), do Dakra, glavnog grada Senegala.
Kako se dobar dio utrke vozi po teškom terenu, uspjeh je završiti utrku, za pobijediti potrebno je imati dobru ekipu i izdašne sponzore.

## Pobjednici i staza (od 1979.)
| Godina | Automobili                                                                               | Automobili                                                                               | Motocikli                                                                                | Motocikli                                                                                | Kamioni                                                                                  | Kamioni                                                                                  | Staza                                |
| Godina | Vozač                                                                                    | Marka                                                                                    | Vozač                                                                                    | Marka                                                                                    | Vozač                                                                                    | Marka                                                                                    | Staza                                |
| ------ | ---------------------------------------------------------------------------------------- | ---------------------------------------------------------------------------------------- | ---------------------------------------------------------------------------------------- | ---------------------------------------------------------------------------------------- | ---------------------------------------------------------------------------------------- | ---------------------------------------------------------------------------------------- | ------------------------------------ |
| 1979   | F. Genestier                                                                             | Range Rover                                                                              | C. Neveu                                                                                 | Yamaha                                                                                   | –                                                                                        | –                                                                                        | Paris–Alžir–Dakar                    |
| 1980   | F. Kottulinsky                                                                           | Volkswagen                                                                               | C. Neveu                                                                                 | Yamaha                                                                                   | Ataouat                                                                                  | Sonacome                                                                                 | Alžir–Dakar                          |
| 1981   | R. Metge                                                                                 | Range Rover                                                                              | H. Auriol                                                                                | BMW                                                                                      | A. Villette                                                                              | Alm/Acmat                                                                                | Alžir–Dakar                          |
| 1982   | C. Marreau                                                                               | Renault                                                                                  | C. Neveu                                                                                 | Honda                                                                                    | G. Groine                                                                                | Mercedes                                                                                 | Alžir–Dakar                          |
| 1983   | J. Ickx                                                                                  | Mercedes                                                                                 | H. Auriol                                                                                | BMW                                                                                      | G. Groine                                                                                | Mercedes                                                                                 | Alžir–Dakar                          |
| 1984   | R. Metge                                                                                 | Porsche                                                                                  | G. Rahier                                                                                | BMW                                                                                      | P. Lalleu                                                                                | Mercedes                                                                                 | Alžir–Dakar                          |
| 1985   | P. Zaniroli                                                                              | Mitsubishi                                                                               | G. Rahier                                                                                | BMW                                                                                      | K.-F. Capito                                                                             | Mercedes                                                                                 | Alžir–Dakar                          |
| 1986   | R. Metge                                                                                 | Porsche                                                                                  | C. Neveu                                                                                 | Honda                                                                                    | G. Vismara                                                                               | Mercedes                                                                                 | Alžir–Dakar                          |
| 1987   | A. Vatanen                                                                               | Peugeot                                                                                  | C. Neveu                                                                                 | Honda                                                                                    | J. de Rooy                                                                               | DAF                                                                                      | Alžir–Dakar                          |
| 1988   | J. Kankkunen                                                                             | Peugeot                                                                                  | E. Orioli                                                                                | Honda                                                                                    | K. Loprais                                                                               | Tatra 815                                                                                | Alžir–Dakar                          |
| 1989   | A. Vatanen                                                                               | Peugeot                                                                                  | G. Lalay                                                                                 | Honda                                                                                    | –                                                                                        | –                                                                                        | Paris–Tunis–Dakar                    |
| 1990   | A. Vatanen                                                                               | Peugeot                                                                                  | E. Orioli                                                                                | Cagiva                                                                                   | Villa                                                                                    | Perlini                                                                                  | Paris–Tripoli–Dakar                  |
| 1991   | A. Vatanen                                                                               | Citroën                                                                                  | S. Peterhansel                                                                           | Yamaha                                                                                   | J. Houssat                                                                               | Perlini                                                                                  | Paris–Tripoli–Dakar                  |
| 1992   | H. Auriol                                                                                | Mitsubishi                                                                               | S. Peterhansel                                                                           | Yamaha                                                                                   | F. Perlini                                                                               | Perlini                                                                                  | Paris–Sirte–Kaapstad                 |
| 1993   | B. Saby                                                                                  | Mitsubishi                                                                               | S. Peterhansel                                                                           | Yamaha                                                                                   | F. Perlini                                                                               | Perlini                                                                                  | Paris–Tanger–Dakar                   |
| 1994   | P. Lartigue                                                                              | Citroën                                                                                  | E. Orioli                                                                                | Cagiva                                                                                   | K. Loprais                                                                               | Tatra                                                                                    | Paris–Dakar–Paris                    |
| 1995   | P. Lartigue                                                                              | Citroën                                                                                  | S. Peterhansel                                                                           | Yamaha                                                                                   | K. Loprais                                                                               | Tatra                                                                                    | Granada–Dakar                        |
| 1996   | P. Lartigue                                                                              | Citroën                                                                                  | E. Orioli                                                                                | Yamaha                                                                                   | V. Moskovskikh                                                                           | KAMAZ                                                                                    | Granada–Dakar                        |
| 1997   | K. Shinozuka                                                                             | Mitsubishi                                                                               | S. Peterhansel                                                                           | Yamaha                                                                                   | P. Reif                                                                                  | Hino Ranger                                                                              | Dakar–Agadez–Dakar                   |
| 1998   | J. Fontenay                                                                              | Mitsubishi                                                                               | S. Peterhansel                                                                           | Yamaha                                                                                   | K. Loprais                                                                               | Tatra                                                                                    | Paris–Granada–Dakar                  |
| 1999   | J.-L. Schlesser                                                                          | Schlesser-Renault                                                                        | R. Sainct                                                                                | BMW                                                                                      | K. Loprais                                                                               | Tatra                                                                                    | Granada–Dakar                        |
| 2000   | J.-L. Schlesser                                                                          | Schlesser-Renault                                                                        | R. Sainct                                                                                | BMW                                                                                      | V. Chagin                                                                                | KAMAZ                                                                                    | Paris–Dakar–Kairo                    |
| 2001   | J. Kleinschmidt                                                                          | Mitsubishi                                                                               | F. Meoni                                                                                 | KTM                                                                                      | K. Loprais                                                                               | Tatra                                                                                    | Paris–Dakar                          |
| 2002   | H. Masuoka                                                                               | Mitsubishi                                                                               | F. Meoni                                                                                 | KTM                                                                                      | V. Chagin                                                                                | KAMAZ                                                                                    | Arras–Madrid–Dakar                   |
| 2003   | H. Masuoka                                                                               | Mitsubishi                                                                               | R. Sainct                                                                                | KTM                                                                                      | V. Chagin                                                                                | KAMAZ                                                                                    | Marseille–Sharm al-Shaykh            |
| 2004   | S. Peterhansel                                                                           | Mitsubishi                                                                               | N. Roma                                                                                  | KTM                                                                                      | V. Chagin                                                                                | KAMAZ                                                                                    | Clermont-Ferrand–Dakar               |
| 2005   | S. Peterhansel                                                                           | Mitsubishi                                                                               | C. Despres                                                                               | KTM                                                                                      | F. Kabirow                                                                               | KAMAZ                                                                                    | Barcelona–Dakar                      |
| 2006   | L. Alphand                                                                               | Mitsubishi                                                                               | M. Coma                                                                                  | KTM                                                                                      | V. Chagin                                                                                | KAMAZ                                                                                    | Lisabon–Dakar                        |
| 2007   | S. Peterhansel                                                                           | Mitsubishi                                                                               | C. Despres                                                                               | KTM                                                                                      | H. Stacey                                                                                | MAN                                                                                      | Lisabon–Dakar                        |
| 2008   | 4. siječnja 2008., jedan dan prije planiranog starta, zbog sigurnosnih razloga otkazano. | 4. siječnja 2008., jedan dan prije planiranog starta, zbog sigurnosnih razloga otkazano. | 4. siječnja 2008., jedan dan prije planiranog starta, zbog sigurnosnih razloga otkazano. | 4. siječnja 2008., jedan dan prije planiranog starta, zbog sigurnosnih razloga otkazano. | 4. siječnja 2008., jedan dan prije planiranog starta, zbog sigurnosnih razloga otkazano. | 4. siječnja 2008., jedan dan prije planiranog starta, zbog sigurnosnih razloga otkazano. | planirana ruta: Lisabon–Dakar        |
| 2009   | G. de Villiers                                                                           | Volkswagen                                                                               | M. Coma                                                                                  | KTM                                                                                      | F. Kabirow                                                                               | KAMAZ                                                                                    | Buenos Aires–Valparaíso–Buenos Aires |
| 2010   | C. Sainz                                                                                 | Volkswagen                                                                               | C. Despres                                                                               | KTM                                                                                      | V. Chagin                                                                                | KAMAZ                                                                                    | Buenos Aires–Valparaíso–Buenos Aires |

## Fusnote
1. ↑  A.S.O. otkazao je Reli Dakar 2008. (engl.)

## Vanjske poveznice
- Službene stranice

1. ↑  https://www.trickeri.org/poucno/pustolovne-utrke